# András Sallay
András Sallay (Budapeste, Hungria, 15 de dezembro de 1953) é um ex-patinador artístico húngaro, que competiu em provas na dança no gelo. Ele conquistou uma medalha de prata olímpica em 1980 ao lado de Krisztina Regőczy, e três medalhas em campeonatos mundiais, sendo uma de ouro, uma de prata e uma de bronze.

## Principais resultados

### Com Krisztina Regőczy
| Resultados                                            | Resultados    | Resultados    | Resultados      | Resultados      | Resultados      | Resultados      | Resultados      | Resultados       | Resultados        | Resultados        | Resultados       | Resultados    |
| Internacional                                         | Internacional | Internacional | Internacional   | Internacional   | Internacional   | Internacional   | Internacional   | Internacional    | Internacional     | Internacional     | Internacional    | Internacional |
| Evento/Temporada                                      | 1969– 1970    | 1970– 1971    | 1971– 1972      | 1972– 1973      | 1973– 1974      | 1974– 1975      | 1975– 1976      | 1976– 1977       | 1977– 1978        | 1978– 1979        | 1979– 1980       |               |
| ----------------------------------------------------- | ------------- | ------------- | --------------- | --------------- | --------------- | --------------- | --------------- | ---------------- | ----------------- | ----------------- | ---------------- | ------------- |
| Jogos Olímpicos                                       |               |               |                 |                 |                 |                 | 5.º             |                  |                   |                   | Medalha de prata |               |
| Campeonato Mundial                                    |               |               |                 | 13.º            | 6.º             | 6.º             | 4.º             | 4.º              | Medalha de bronze | Medalha de prata  | Medalha de ouro  |               |
| Campeonato Europeu                                    | 13.º          | 14.º          | 11.º            | 10.º            | 7.º             | 6.º             | 4.º             | Medalha de prata | Medalha de bronze | Medalha de bronze | Medalha de prata |               |
| Skate America                                         |               |               |                 |                 |                 |                 |                 |                  |                   |                   | Medalha de ouro  |               |
| Skate Canada International                            |               |               |                 |                 |                 |                 |                 |                  |                   | Medalha de ouro   |                  |               |
| Nacional                                              |               |               |                 |                 |                 |                 |                 |                  |                   |                   |                  |               |
| Campeonato Húngaro                                    |               |               | Medalha de ouro | Medalha de ouro | Medalha de ouro | Medalha de ouro | Medalha de ouro | Medalha de ouro  | Medalha de ouro   | Medalha de ouro   | Medalha de ouro  |               |
|                                                       |               |               |                 |                 |                 |                 |                 |                  |                   |                   |                  |               |
| Legenda: Competição não foi disputada nesta temporada |               |               |                 |                 |                 |                 |                 |                  |                   |                   |                  |               |